# Witali Alexandrowitsch Galkow
Witali Alexandrowitsch Galkow (russisch Виталий Александрович Галков; englisch Vitaly Galkov; * 26. Mai 1939 in Tambow, Russische SFSR, Sowjetunion; † 7. April 1998) war ein sowjetischer Kanute.

## Erfolge
Witali Galkow, der für Spartak Moskau aktiv war, startete bei den Olympischen Spielen 1968 in Mexiko-Stadt im Einer-Canadier auf der 1000-Meter-Strecke. Nach einem vierten Platz in seinem Vorlauf gelang ihm schließlich dank eines Sieges im Halbfinale die Finalqualifikation. Den Endlauf schloss er nach 4:40,42 Minuten auf dem dritten Platz ab und sicherte sich die Bronzemedaille. Nur der Ungar Tibor Tatai und der Deutsche Jürgen Lewe waren schneller gewesen: Tatai um 4,2 Sekunden, Lewe um 2,1 Sekunden.
Bereits 1961 gewann Galkow in Posen bei den Europameisterschaften im Einer-Canadier über 1000 Meter ebenfalls die Bronzemedaille. Zwei Jahre später wurde er außerdem in Jajce im Zweier-Canadier mit Michail Samotin über 1000 Meter Vizeweltmeister. Der Wettbewerb zählte gleichzeitig auch als Europameisterschaft. Die beiden belegten außerdem in dieser Disziplin bei den Europameisterschaften 1965 in Bukarest den zweiten Platz.
Sein Sohn Sergei Galkow nahm 1988 an den olympischen Kanuwettbewerben teil.